# الفراتية (مقاطعة رومانية)
الفراتيّة (باللاتينيّة: Euphratensis، نقحرة: يوفراتينسيس) هي إحدى مقاطعات الأبرشيّة المشرقيّة التابعة للإمبراطوريّة البيزنطيّة ابتداءً من عام 341 تقريبًا واستمرت حتى القرن السابع، سُميّت بهذا الاسم نسبةً إلى نهر الفرات الذي كان يحاذيها من الشرق.

## التاريخ

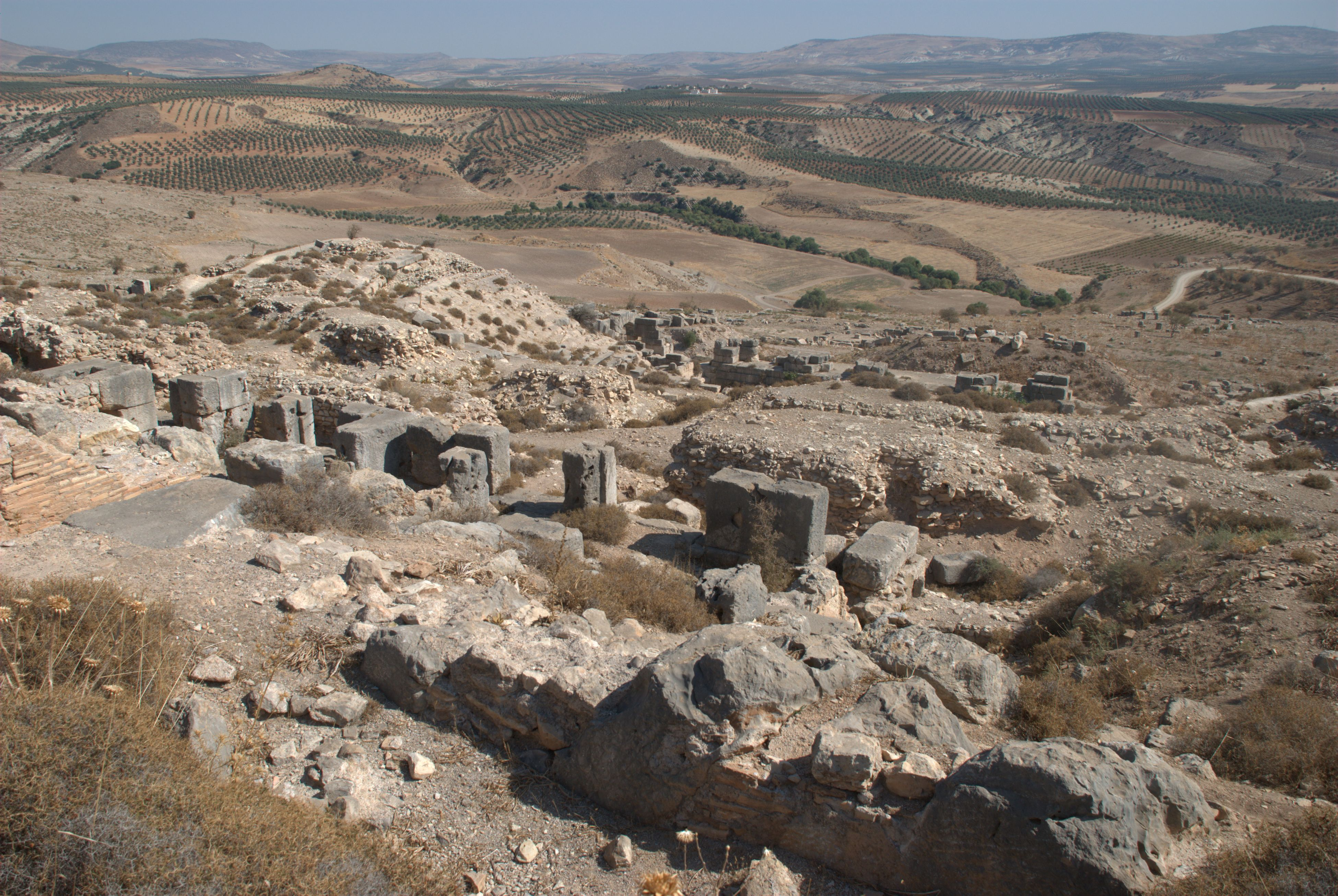
آثار النبي هوري (قوروس أو كورش) شمال حلب.

تأسست هذه المقاطعة في منتصف القرن الرابع بعد انفصالها عن مقاطعة سوريا الجوفاء.
وكانت منبج (هيرابوليس) أو ربّما النبي هوري (قوروس أو كورش) عاصمةً لهذه المقاطعة.
امتدت أراضيها بمحاذاة نهر الفرات من الجهة الغربيّة، وتحديدًا في الجزء الشمالي الأوسط لسوريا الحاليّة وجزء من جنوب تركيا الحاليّة. كانت تحاذي هذه المقاطعة من الشمال أبرشية البنطس، ومن الغرب مقاطعة فيليقيا الثانية، ومن الجنوب الغربي مقاطعة سوريا الأولى، ومن الجنوب مقاطعة سوريا الثانية (الصحيحية)، ومن الشرق مقاطعة الرها، ومن الشمال الشرقي مقاطعة ميزوبوتاميا (أرض الرافدين). أمّا من الجنوب الشرقي، فكانت الصحراء السوريّة حيث مناطق دولة الغساسنة، التي كانت تفصل الإمبراطوريّة البيزنطيّة عن الساسانيين وحلفائهم المناذرة.
قام الساسانيون بالاستيلاء عليها لفترة وجيزة، إلاّ أن البيزنطيين استعادوها في عام 628 لفترة وجيزة أيضًا بسبب الفتح الإسلامي للشام في ثلاثينيّات القرن السابع، بعد معركة اليرموك. أصبحت أراضي هذه المقاطعة بعد ذلك جزءًا من جندين تابعين للخلافة الراشدة: جند قنسرين، وجند العواصم (الثُغُر الشاميّة).